# Digital Photography Review
Digital Photography Review (DPReviewとしても知られる)はデジタルカメラとデジタル写真についてのウェブサイトである。1998年11月に設立。ウェブサイトではデジタルカメラの包括的なレビューやレンズ、アクセサリー、購入ガイド、ユーザーレビュー、個々のカメラのインターネットコミュニティがある。ウェブサイトには個々のデジタルカメラ、レンズ、プリンター、イメージアプリについての情報と共に大規模なデータベースがある。元々はイギリスのロンドンに拠点を置いており、Digital Photography Reviewとそのチームの大半は2010年にワシントン州のシアトルに移転した。現在はAmazonによって所有されている。
アレクサ・インターネットによるとDPReviewはインターネットで最も人が訪れるトップ2000位内のサイトの一つである。 ウェブサイト自体は「最近は、毎月7百万人のユニークユーザーが1億ページ以上を読んでいるプレミアムデジタル写真サイトの1つ」と主張している。

## サイトの主要機能
カメラレビュー DPReviewは1998年のウェブサイト立ち上げ時からカメラ重視のレビューであったので、技術的に徹底的なレビューを定期的に公開している。レビューの内容と視点は時間と共に変化してきたが、基礎(操作とメニューの豊富な説明、一貫性があり、再現可能なスタジオでのテスト、並んだピクセルレベルでの比較)は初期の時代から変化していない。2004年にはコンパクトカメラ向けに短い簡潔なレビュー形式が導入され、2008年に集団テストが追加された。ウェブサイトのカメラレビューでは画像を競合カメラのテスト結果と常に比較できるになっていた。2010年には、ユーザーがサイトのデータベース内の任意のカメラのスタジオ結果を比較できるインタラクティブな比較ヴィジェットが導入された。その後、ウィジェットではカメラ間の他のテスト結果(ノイズやダイナミックレンジ)を比較できるようになった。幅広い現実世界のサンプル画像は全てのレビューされた(一部の未レビューも)カメラとレンズで利用可能である。
2010年2月までDPReviewは数値的にカメラにスコアをつけることはしなかったが、しばしば議論になった６段階の評価システム(最高から最悪：とても推奨できる、推奨できる、平均より上、平均、平均より下、粗末)を使用していた。サイトは現在全てのカメラとレンズに最高11までのカテゴリ(カメラの仕様と性能の60近くの側面に基づく)を使用してスコアをつけている。2つの任意の賞(ゴールドとシルバー)がスコアリングシステムと同時に導入された。
レンズレビュー DPReviewは2008年にレンズのレビューを導入した
。
他のレビュー 公開されたレビューの大半はデジタルカメラに関してのものであるが、DPReviewはプリンターやソフトウェア、アプリ、写真雑誌、アクセサリーや携帯イメージングデバイス等のレビューも時折公開している。
製品データベース DPReviewはデジタルカメラ、レンズ、プリンターとデスクトップイメージングソフトウェアパッケージの包括的なデータベース機能がある。カメラ製品ページでは、完全な仕様や製品とサンプル画像、ユーザーレビューと内外のリソースへのリンクがある。製品データベースでは閲覧機能、検索、比較機能を提供している。
フォーラム・コミュニティ機能 DPReviewの議論フォーラムにはこれまで3300万以上のメッセージが書き込まれている。ウェブサイトにはユーザーが作った記事や製品レビュー、写真上の課題、無料の個人ギャラリーに対してのコメント機能がある(全てのコンテンツタイプが対象ではない)。登録ユーザーはシンプルな個人メッセージシステムを利用できる。
他の機能 DPReviewは時々、イメージング科学や技術、写真のテクニック、写真家や業界人のインタビュー、購入ガイドなど未レビューの記事を公開している。2012年、DPReview.comは登録ユーザーがサイトから離れずに外部リソースからRSSやツイッターの更新の表示と購読ができるようにリンクディレクトリーを追加した。

## 所有権の歴史
Digital Photography ReviewはPhilipとJoanna Askeyにより1998年12月にイギリスで設立された。2007年5月14日、アマゾンに買収された。
創業者のPhil Askeyは最早日々のサイト運営に関与していない。企業は常勤のスタッフを14名直接雇用している。現在の編集者は2010年から同職であるサイモン・ジョインソンである。ジョインソンは2004年に企業に入社し、過去には「What  Digital Camera」を含む数冊の英写真雑誌の設立や編集をしてきた。